# Honschaft Balken
Die Honschaft Balken war vom Mittelalter bis zur Wende des 18. zum 19. Jahrhundert eine von sieben Honschaften des Kirchspiels Overath im Gericht Keppel des bergischen Amtes Steinbach. Das Honschaftsgebiet befand sich zwischen der Sülz und der Agger in Höhe der Overather Kernstadt. Namenstragende Orte in der Honschaft waren Griesenbalken, Kleinbalken, Meesbalken und Probstbalken. Benannt war die Honschaft nach dem Höhenzug Balker Höhe, auf dem sich ein Großteil des Honschaftsgebiets befand.
Die Honschaft ist seit Mitte des 13. Jahrhunderts urkundlich belegt. Wohnplätze und Orte in der Honschaft waren neben den Titularrorten auch Oberbech, Diepenbroich, Ferrenberg,  Ober- und Untergründemich, Höderath, Hufe, Hufenstuhl, Klef, Kotten, Lokenbach, Meegen, Stich, Weberhöhe, Wiedenhof und Wustsiefen.